# Meteorexpeditionen
Meteorexpeditionen, Die Deutsche Atlantische Expedition, var en tysk oceanografisk expedition som genomfördes i Sydatlanten under åren 1925-1927.
Den ursprungliga avsikten var att utforska Stilla havet, men dessa planer fick av ekonomiska skäl överges. Expeditionen bekostades av Die Notgemeinschaft der deutschen Wissenschaft, medan fartyget, den ombyggda kanonbåten "Meteor", vilken stod under kapten Fritz Spiess befäl och bemannades av tyska marinen.
Expeditionen planlades och organiserades av Alfred Merz, vilket anses ha varit hans viktigaste vetenskapliga insats. Han var även vetenskaplig ledare för expeditionen fram till sin död i Buenos Aires i augusti 1925, varefter Georg Wüst var expeditionens ledande oceanograf. Spiess blev dock högste chef för expeditionen och promoverades senare till hedersdoktor. Bland övriga deltagare märktes mineralogen Carl Wilhelm Correns.
Under expeditionen utfördes 14 oceanografiska profiler i Sydatlanten. Därigenom förbättrades i hög grad kunskaperna om havets statiska uppbyggnad, samtidigt som vattencirkulationen på alla djup grundligt utreddes. Man utförde omkring 70 000 ekolodningar, varigenom man kunde klarlägga havsbottnens topografi och dess betydelse för strömningarna i de djupare vattenlagren. Man kunde även påvisa bottenavlagringarnas betydelse för studiet av klimatförändringar.
Spiess utgav 1928 skriften Die Meteor-Fahrt om expeditionen och under redaktion av Albert Defant utgavs Wissenschaftlische Ergebnisse der Deutschen Atlantischen Expedition (22 band, 1932-41).

## Huvudkälla
- Svensk Uppslagsbok, 1947-55 års upplaga, band 19 (1965), spalt 965f.